# 브라이언 존스
루이스 브라이언 홉킨스 존스(영어: Lewis Brian Hopkins Jones, 1942년 2월 28일~1969년 7월 3일)는 영국 잉글랜드의 음악가로, 롤링 스톤스의 일원이었다. 다양한 악기를 빠르게 습득하고 실력도 높이 평가받았던 뮤지션으로 롤링 스톤스의 리더를 맡았지만, 1969년 27세의 나이로 자신의 집 수영장에서 익사하였다. 믹 재거와 마찬가지로 하모니카 연주에서 마스터에 가깝다고 평가되었던 실력자이다. 영국에서 초기에 슬라이드 기타 연주를 시작한 기타리스트이기도 하다.
브라이언 존스가 연주하는 영상과 사진을 보면 기타, 피아노, 하모니카, 탬버린, 슬라이드 기타, 마림바, 색소폰이 보이며, 멤버들에 말에 따르면 아주 빠르게 악기를 마스터했다고 한다. 그의 독특한 헤어스타일과 귀공자적인 생김새와 차림, 스트라이프 복장과 수트 복장 등은 1960년대 당시 패션에 영감을 주었다.

## 생애
학창 시절, 성적은 좋았으나 학교 생활에는 별 흥미가 없었다. 중등학교를 자퇴한 브라이언 존스는 이후 기타를 들고 곳곳에서 연주하며 돈을 벌기 시작했다. 클라리넷을 배우며 클래식으로 채웠던 그의 음악 취향도 이 무렵 재즈와 블루스로 선회했다. 이십대에 들어 런던에서도 어느 정도 이름을 알렸다. 그는 폴 존스와 루스터스라는 블루스 밴드를 결성해 한동안 함께 했고, 그 둘이 탈퇴하고 난 뒤 들어온 기타리스트가 에릭 클랩튼이다.

### 롤링 스톤스의 결성
1962년 5월, 알렉시스 코너의 밴드와 함께 엘모어 제임스의 〈Dust My Broom〉을 연주하던 그 현장에는 믹 재거와 키스 리처즈가 관객으로 있었다. 당시 받았던 인상과 밴드 멤버를 모집한다는 브라이언 존스의 소식에 이 둘은 팀에 참가를 희망한다. 몇 차례 공연과 정비 과정을 더 거친 뒤인 1963년 초반이 되어 초기 라인업이 세워진다. 베이시스트 빌 와이먼과 알렉시스 코너의 블루스 인코퍼레이티드에서 활동하던 드러머 찰리 와츠가 이 시기에 들어온 멤버들이다. 이때는 후일 스톤스의 앨범에 객원으로서 많이 기여한 키보디스트 이언 스튜어트도 정식 멤버였다.
빌 와이먼은 브라이언 존스에 대해 "밴드를 만들고, 사람들을 뽑았고. 이름을 붙였고, 어떤 곡을 연주해야할지 정했다."고 회상했다. 롤링스톤스라는 이름도 머디 워터스의 〈Rollin' stone〉를 따온 브라이언 존스가 정했다. 이에 따라 1962년까지 '롤린 스톤'이라는 이름으로 활동했다. 이는 빌 와이먼과 찰리 와츠가 들어오기 1년 전 일이다. 그리고는 공연을 잡고 연주할 블루스 곡 리스트를 짜고 밴드에 음악적 방향을 제시했다.

## 출연 영화
- 《스톤드》에서 Leo Gregory가 브라이언 존스를 연기하였다.
- 《Rock and Roll Circus》 - 본인 역 출연

## 사용 악기
메인악기
Harmony Stratotone H46, Vox Mark VI, 깁슨 레스폴 골드탑(《Rock and Roll Circus》에서)도 사용했다.
그레치 기타도 메인기타였으며 리켄배커 기타도 사용하였다.
- 깁슨의 Gibson Firebird VII, Firebird V, ES-330, 레스폴을 사용했다.
- 〈Jumpin' Jack Flash〉 프로모 비디오에서 펜더 텔레캐스터를 사용했다.

연주
- 〈I Just Want to Make Love to You〉에서 하모니카를 연주했다.
- 〈Under My Thumb〉에서 마림바를 연주했다.
- 〈Let's Spend the Night Together〉에서 오르간을 연주했다.
- 〈Lady Jane〉에서 덜시머로 연주했다.
- 〈Ruby Tuesday〉에서 리코더를 연주했다.
- 〈Paint it black〉에서 시타르를 연주했다.